# Ōza (go)
Oza (王座 'Ōza'?, "Rey" en japonés) es un título de go. El título es patrocinado por el periódico Nihon Keizai Shinbun. Todos los jugadores de la Nihon Ki-In y Kansai Ki-In pueden participar en este torneo.

## Trasfondo
Recientemente el formato del torneo ha cambiado al mejor de cinco partidas. El desafiador se decide en un torneo de 16 jugadores. El ganador obtiene ¥13.500.000. Hasta la 31.ª (1983) edición el título se decidía al mejor de tres partidas. Hasta la 15.ª (1967) edición el torneo se decidía entre los 2 finalistas de la eliminatoria. Fujisawa Shuko fue el primer jugador en defender el título.
Al igual que en otros títulos en Japón, los jugadores pueden ser promovidos a categorías mayores al conseguir algunos objetivos. En esta competición si un jugador gana la eliminatoria de desafío promociona a 7 dan. Ganando el título promociona a 8 dan. Si defiende el título otro año más promociona a 9 dan.

## Oza honorarios
Kato Masao ganó el título ocho veces consecutivas desde 1982 a 1989.